# Mingshan
Mingshan (en chino simplificado, 明山区; pinyin, Míngshān qū; literalmente, ‘montaña Ming ‹luminosa›’) es un distrito urbano bajo la administración directa de la ciudad-prefectura de Benxi. Se ubica en la provincia de Liaoning, al noreste de la República Popular China. Su área es de 410 km² y su población total para 2010 fue +400 mil habitantes.

## Administración
El distrito de Mingshan se divide en 9 pueblos que se administran en 7 subdistritos y 2 poblados.